# Gerold van Vintzgouw
Gerold van Vintzgouw (740 - 799) was een Frankische edelman die een belangrijke rol speelde in het bestuur in Zuid-Duitsland. Zijn ouders zijn onbekend. Gerold was getrouwd met Imma, dochter van Hnabi en Hereswind. Gerold en Imma waren schoonouders van Karel de Grote en grootouders van Lodewijk de Vrome.
Gerold is afkomstig uit Rijnland en had daar en in de Elzas grote bezittingen, Imma had vermoedelijk grote bezittingen in de Bertoldsbaar. Hij was een van de Frankische edelen die in Allemannië op hoge posities werden benoemd en werd graaf van de Kraichgau en de Anglachgau. Later werd hij ook graaf van de Vintzgouw. Hij wordt samen met Imma vermeld in 779 bij een schenking aan het Nazariusklooster en in 784 bij een schenking aan de abdij van Lorsch. In 788 werd hij prefect van Beieren na het afzetten van Tassilo III van Beieren en leverde een belangrijke bijdrage aan de integratie van Beieren in het Frankische rijk. Werd markgraaf van de Avaarse Mark nadat die in 791 door Karel de Grote was ingesteld. Hij stierf in 799 tijdens een veldtocht tegen de Avaren.

## Kinderen
Gerold en Imma kregen de volgende kinderen:
- Erik van Friuli: (ovl. 799). Legeraanvoerder van Pepijn van Italië tegen de Avaren en de Kroaten. Vanaf 791 verslaat hij in een aantal veldtochten de Avaren en vergaart grote buit. Hij werd in 799 gedood door verraad van de inwoners van de stad Trsat in Kroatië.
- Hadrianus van Orléans: (ca. 760 - 821), graaf van de Wormsgouw en Orléans, paltsgraaf. Getrouwd met Waldrada van Hornbach. Ouders van Odo van Orléans. Doet in 793 een schenking voor het zielenheil van Erbio.
- Gerold, volgens Foundation for Medieval Genealogy is hij de Gerold in Beieren en de Avaarse Mark, in plaats van zijn vader.
- Udalrich
- Hildegard (ca. 758 - 30 april 783), vrouw van Karel de Grote
- Erbio (ovl. voor 793)